# Dobunabaa flava
Dobunabaa flava är en stekelart som beskrevs av Boucek 1988. Dobunabaa flava ingår i släktet Dobunabaa och familjen fikonsteklar.
Artens utbredningsområde är Papua Nya Guinea. Inga underarter finns listade i Catalogue of Life.